# Giuseppe Moscati
Giuseppe Moscati (Benevento, 25 de julho de 1880 — Nápoles, 12 de abril de 1927) foi um médico, cientista e professor universitário italiano observado tanto por seu trabalho pioneiro em bioquímica quanto pela sua piedade. Moscati foi canonizado pela Igreja Católica em 1987.

## Juventude
Moscati foi o sétimo de nove filhos nascidos de uma família nobre de Benevento que veio da vila de Santa Lucia em Serino, perto de Avellino. Seu pai, Francesco, era um conhecido advogado e magistrado, sua mãe, Rosa di Luca dei Marchesi di Roseto, era de uma nobre família.
Moscati nasceu em Benevento no ano de 1880, para comemorar o seu nascimento, uma estátua de mármore foi erguida na capela do Santíssimo Sacramento na catedral de Benevento. Ele foi batizado seis dias após seu nascimento, e teve sua primeira comunhão aos oito anos. Moscati se mudou com sua família para Nápoles, em 1884, onde passaria o resto de sua vida. Durante esse tempo, sua família passava os verões em Avellino, e Giuseppe assistia seu pai no serviço do altar na capela local, onde sempre assistiam a missa.
Aos dez anos, ele foi crismado, momento em que sua família conheceu Bartolo Longo e passou algum tempo na casa de Caterina Volpicelli, que viria a se tornar a mais importante entre os seus guias espirituais de sua vida.

## Estudos
Depois de terminar seu ensino fundamental em 1889, Moscati entrou na escola Vittorio Emmanuele Liceo, em Nápoles, onde, entre seus professores estava o vulcanólogo Giuseppe Mercalli. Em 1892, seu irmão, Alberto, teve traumatismo craniano incurável em uma queda de cavalo durante seu serviço militar. Observando o cuidado que Alberto recebeu em casa, Giuseppe demonstrou interesse em medicina, que buscou depois de se formar no ensino médio em 1897, no mesmo ano que seu pai morreu. Moscati recebeu seu doutorado da Faculdade de Medicina da Universidade de Nápoles, em 1903.O tema de sua tese foi urogenesis hepática.

## Carreira médica
Imediatamente após receber seu diploma, Moscati se juntou à equipe do hospital Riuniti Ospedali degli Incurabili, onde acabou se tornando administrador. Durante esse tempo, ele continuou a estudar, e a realizar pesquisas médicas quando não exercia as suas funções no hospital. Já reconhecido por seu compromisso com seus deveres, ele ganhou mais um reconhecimento por suas ações no rescaldo da erupção do Monte Vesúvio em 8 de abril de 1906. Um dos hospitais que Moscati era responsável, em Torre del Greco, estava localizado a poucos quilômetros da cratera do vulcão. Onde muitos de seus pacientes eram idosos e paralíticos. Moscati supervisionou a evacuação do edifício, levando-os todos para fora pouco antes do teto desabar devido a cinzas do vulcão. Ele enviou uma carta ao diretor-geral do serviço de hospital Nápolestano, insistindo em agradecer aqueles que ajudaram na evacuação, no entanto, não mencionou o seu próprio nome.
Quando a cólera eclodiu em Nápoles em 1911, Moscati foi encarregado pelo governo a realizar inspeções de saúde pública, e pesquisar tanto as origens da doença quanto as melhores formas de erradicá-la. Isto ele fez rapidamente, apresentando suas sugestões para as autoridades da cidade. Para sua satisfação, a maioria destas ideias foram colocadas em prática no momento de sua morte. Também em 1911, Moscati tornou-se membro da Academia Real de Medicina Cirúrgica, e recebeu seu doutorado em química fisiológica.
Além de seu trabalho como pesquisador e como médico, Moscati era responsável por supervisionar as instruções do Instituto Local de Anatomia Patológica. Na sala do instituto de autópsia, ele colocou um crucifixo inscrito com o capítulo 13, versículo 14 do Livro de Oseias, Ero mors Tua, o mors (ó morte, eu serei tua morte). Sua mãe morreu de diabetes em 1914, como consequência, Moscati se tornou um dos primeiros médicos napolitanos a experimentar a insulina no tratamento da doença. Durante a Primeira Guerra Mundial, Moscati tentou se alistar nas forças armadas, mas foi rejeitado; as autoridades militares achavam que ele poderia servir melhor o país, tratando os feridos. Seu hospital foi tomado por militares, e ele próprio atendeu cerca de 3 000 soldados. Em 1919, ele foi nomeado diretor de uma das escolas locais, onde também continuou a ensinar. Em 1922 foi dado a Moscati a libera docenza em medicina clínica, o que lhe permitiu ensinar em instituições de ensino superior.

## Morte

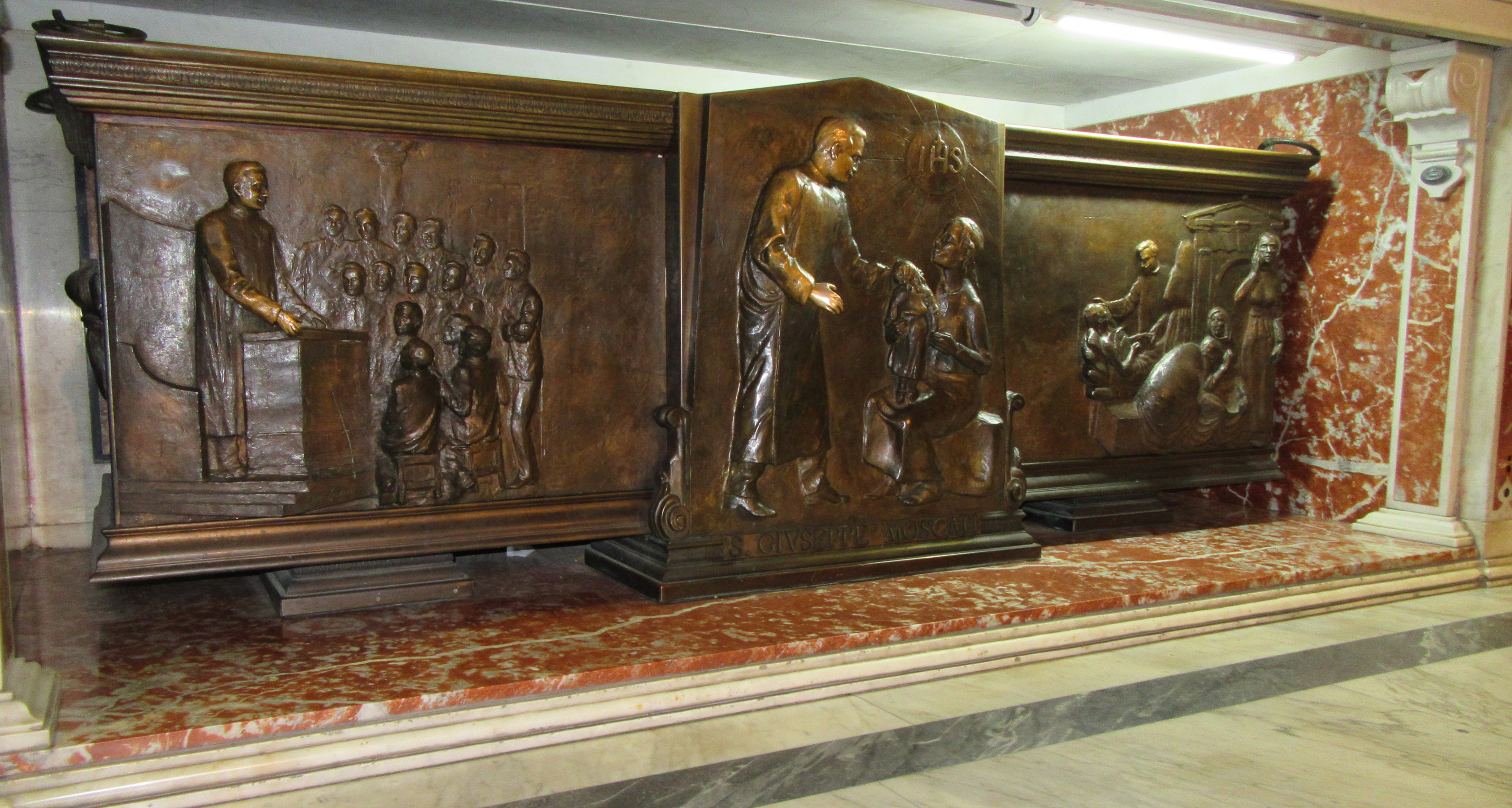
O tùmulo de são Giuseppe Moscati, na igreja do Gesù Nuovo, em Nápoles.

Moscati morreu na tarde de 12 de abril de 1927. Ele assistiu a missa naquela manhã, recebeu a comunhão como sempre fazia, e passou o resto da manhã no hospital. Ao voltar para casa, ele ocupou-se com pacientes até por volta de três horas, após o que, sentindo-se cansado, sentou-se em uma poltrona de seu escritório; logo após isso, ele morreu.
Seu corpo foi inicialmente enterrado no cemitério de Poggio Reale, mas três anos depois foi exumado e reenterrado na igreja de Gesù Nuovo. Hoje uma pedra de mármore marca a sua sepultura.

## Fé
Com suas investigações científicas, Moscati permaneceu fiel a sua fé por toda a sua vida, tendo um voto de castidade e praticando a caridade em seu trabalho diário. Ele via sua obra como uma forma de aliviar o sofrimento, não como uma forma de fazer lucros. Ele também assistia à missa diária, e, às vezes, usava a fé de um paciente, bem como os sacramentos, em seus tratamentos. Moscati também se recusava a cobrar de um pobre o seu tratamento, e era conhecido por algumas vezes enviar um paciente para casa com uma receita e uma nota de 50 liras em um envelope.
Alegava-se mesmo antes de sua morte que Moscati era um "milagreiro"; alguns diziam que ele poderia diagnosticar com precisão e prescrever para qualquer paciente apenas por ouvir uma lista de seus sintomas, e que ele realizava curas impossíveis. Relatórios de suas boas obras continuaram bem depois de sua morte, com relatos de que ele intercedeu em casos impossíveis. Consequentemente, ele foi beatificado pela Igreja Católica Romana em 16 de novembro de 1975, e foi canonizado em 25 de outubro de 1987. Seu milagre de canonização foi o caso de um jovem ferreiro morrendo de leucemia. A mãe do jovem sonhou com um médico vestido de jaleco branco, que ela identificou como Moscati quando mostrado em uma fotografia. Pouco tempo depois, seu filho foi curado e voltou ao trabalho.
Moscati foi o primeiro médico moderno a ser canonizado, sua festa litúrgica é 16 de novembro.

## Moscati - O amor que cura
Em 2007 a TV italiana Rai Uno apresentou o filme "Moscati - O amor que cura", dirigido por Giacomo Campiotti. Este filme é baseado em depoimentos de contemporâneos de Moscati, que conviviam com o famoso médico. Este filme biográfico descreve a vida de Moscati, entre 1903, quando o jovem médico se formou na universidade e 1927, quando Giuseppe Moscati morreu.

## Publicações
Abaixo está uma lista de publicações científicas compiladas pelo próprio Giuseppe Moscati:
- Ureogenesi epatica, 1903. Dissertação publicada;
- Un nouvel appareil pour la détermination des sucres même en petites quantités, 1906, estratto da: "Archives Internationale de Physiologie";
- La salda d'amido iniettata nell'organismo. Effetti sulla coagulazione del sangue, ricerche sperimentali del dott. Giuseppe Moscati, Nápoles, Tip. editrice Tocco e Salvietti, 1906, extraído de: “Atti della R. Accademia medico-chirurgica di Nápoles”, N. 2. 1906;
- La salda d'amido iniettata nell'organismo nota 2.: ritenzione dell'amido e trasformazione in glicogeno: ricerche sperimentali del Dott. Giuseppe Moscati, Nápoles, Tip. Ed. Tocco e Salvietti, 1906, extraído de: "Atti della R. Accademia Medico-Chirurgica di Nápoles" n. 2. 1906;
- La salda d'amido iniettata nell'organismo nota 3: applicazioni in terapia, Nápoles, Tip. Ed. Tocco e Salvietti, 1906, extraído de: "Atti della R. Accademia Medico-Chirurgica di Nápoles" n. 2. 1906;
- Über das Verhalten der in den Organismus eingeführten Stärkelösung, Ablagerung der Stärke und Umwandlung in Glykogen (Mit zwei Tafeln), estratto da: "Hoppe-Seyler's Zeitschrift für Physiologische Chemie" n. 3. 1906;
- Il glicogeno nella placenta muliebre andamento e meccanismo della sua scomparsa dopo l'emissione. Valore medico legale: ricerche sperimentali del Dott. Giuseppe Moscati, Nápoles, Tip. A. Tocco e Salviati, 1907, estratti dagli: “Atti della R. Accademia Medico-Chirurgica di Nápoles”, n. 2. 1907;
- Il glicogeno negli espettorati: valore diagnostico e prognostico, estratto da: "Riforma Medica", anno XXII, n. 26;
- Das Glykogen in der menschlichen Placenta. Verlauf und Mechanismus seines Verschwindwns nach der Austreibung. Gerichtlich medizinische Bedeutung, estratto da: "Hoppe-Seyler's Zeitschr. f. Phys. Chemie", 1907;
- Quantità del glicogeno nei muscoli dell'uomo andamento della sua scomparsa dopo la morte: ricerche sperimentali del Dott. Giuseppe Moscati, Nápoles, Tip. A. Tocco e Salvietti, 1907, estratti dagli: “Atti della R. Accademia Medico-Chirurgica di Nápoles”, n. 2. 1907;
- Der Glykogengehalt der menschlichen Placenta und seine Abnahme nach dem Tode, estratto da: "Beiträge z. Chem.-Physiologie und Pathologie" bis 12, 1907;
- Le glycogène dans le placenta humain, estratto da: "Riproduzione dell'Archives Italiennes de Biologie", Tome XLIX, fasc. I, 1910;
- Quantité de glycogène dans le muscles de l'homme, Cours de sa dispariture après la mort, estratto da: "Riproduzione dell'Archives Italiennes de Biologie", Tome XLIX, fasc. II, 1910;
- Influenza della cloroformizzazione nel glicogeno muscolare, Nápoles, 1910;
- L'ammoniaca dell'urina nelle varie diete, estratto da: "Giornale Internazionale di Scienza Medica", 1911;
- Influenza del riposo e del movimento sulla eliminazione di ammoniaca con l'urina, estratto da: "Giornale Internazionale di Scienza Medica", 1911;
- L'urea: ricerche sperimentali, estratto da: "Giornale Internazionale di Scienza Medica", 1911;
- Penetrazione di amido nelle vie aeree, estratto da: "Nuova Rivista Clinico-terapeutica", 1911;
- Potere d'assorbimento della cistifellea, estratto da: "Riforma Medica", 1911;
- Indagine chimico-fisica del peptone nell'urina, estratto da: "Riforma Medica", 1911;
- Azione della chimica sull'autolisi epatica e splenica. Ricerche sperimentali del dott. Giuseppe Moscati, Nápoles, Tip. della Riforma Medica, 1910; estratto da: “Riforma Medica”, anno 26., n. 48;
- Alcuni effetti della privazione dell'ipofisi cerebrale nei cani secondo un nuovo metodo orbitario, estratto da: "Atti R. Accad. medica chirur.", Nápoles, 1914;
- Peritonite tubercolare nei cani normali ed ipofisiprivi, estratto da: "Atti R. Accad. medica chirur.", Nápoles, 1914;
- Esperimenti in animali privati dell'ipofisi cerebrale con un nuovo metodo orbitario, estratto da: "Atti R. Accad. medica chirur.", Nápoles, 1915;
- Misure di quantità dei liquidi di versamento nelle sierose, estratto da: "Atti R. Accad. medica chirur.", Nápoles, 1916;
- Peritoniti tubercolari sperimentali, estratto da: "Atti R. Accad. medica chirur.", Nápoles, 1916;
- Cisti colloide dell'apice del polmone, estratto da: "Atti R. Accad. medica chirur.", Nápoles, 1916;
- Il boro nell'organismo animale, estratto da: "Archivio Scienze Biologiche", n. 3, 1922;
- Azione dei cianuri sui muscoli lisci, estratto da: "Atti R. Accad. medica chirur.", Nápoles, 1922;
- Determinazione della quantità di sangue col metodo ottico. La quantità di sangue nelle nefriti, estratto da: "Riforma Media", 1922;
- Sul cosiddetto antagonismo tra surrenale e pancreas, estratto da: "Folia Medica", 1922;
- Vie linfatiche dall'intestino ai polmoni, estratto da: "Riforma Medica", 1923.